# Akodon torques
Akodon torques är en däggdjursart som först beskrevs av Thomas 1917.  Akodon torques ingår i släktet fältmöss, och familjen hamsterartade gnagare. IUCN kategoriserar arten globalt som livskraftig. Inga underarter finns listade i Catalogue of Life.
Denna gnagare förekommer i Anderna i centrala Peru. Arten vistas mellan 2000 och 3500 meter över havet. Habitatet utgörs av molnskogar och andra fuktiga skogar samt gräsmarker och jordbruksmark.